# Geografia turyzmu
Geografia turyzmu – dziedzina geografii społeczno-ekonomicznej zajmująca się przyrodniczymi oraz antropogenicznymi uwarunkowaniami i następstwami ruchu turystycznego. Pojęcie to obejmuje całokształt zagadnień teoretycznych, geograficznych, gospodarczych, przyrodniczych, statystycznych, prawnych, kulturalnych, społecznych związanych z turystyką.

## Przedmiot badań
Geografia turyzmu zajmuje się badaniem czynników rozwoju, struktury oraz relacji przestrzennych zjawisk turystycznych oraz związanych z nimi procesów społeczno-gospodarczych i procesów przyrodniczych. Stara się określić wpływ środowiska przyrodniczego i środowiska społeczno-ekonomicznego na rozwój turystyki, a także wpływ turystyki na środowisko przyrodnicze i społeczno-ekonomiczne. Jednymi z głównych problemów teoretyczno-metodologicznych geografii turyzmu są regionalizacja turystyczna oraz opracowanie jednolitej terminologii dotyczącej turystyki. W ramach badań z zakresu geografii turyzmu opracowywane są analizy rozwoju turystyki, słowniki turystyczne, monografie regionów turystycznych, przewodniki i informatory turystyczne.
Problematyka badawcza obejmuje zagadnienia związane z:
- przydatnością przestrzeni geograficznej dla turystyki
- ruchem turystycznym pojmowanym jako zjawisko społeczne
- ekonomicznymi aspektami turystyki
- relacjami między turystyką a innymi funkcjami społeczno-gospodarczymi
- człowiekiem pojmowanym jako podmiot ruchu turystycznego.

Geografia turyzmu powiązana jest z innymi dyscyplinami geografii, w szczególności z geografią osadnictwa, geografią fizyczną, klimatologią, geografią usług, geografią transportu, geografią rolnictwa, geografią ludności, geografią religii. Cechuje ją podejście kompleksowe, w odróżnieniu od innych nauk zajmujących się turystyką, do których zalicza się ekonomię, psychologię, socjologię, historię sztuki, etnografię, urbanistykę oraz ochronę przyrody.

## Historia badań

### Badania zagraniczne
Po raz pierwszy badaniami nad turystyką zajęto się w połowie XIX wieku. Dotyczyły one wówczas przede wszystkim miejscowości turystycznych, walorów klimatycznych i krajoznawczych oraz wykorzystania wód mineralnych. Termin geografia turyzmu (niem. Fremdenverkehrsgeographie) po raz pierwszy użyty został w 1905 przez J. Strandera.
W latach 20. XX w. badania prowadzono głównie we Francji i Włoszech, natomiast w latach 30. w Niemczech. W 1929 powstał w Berlinie Instytut Badawczy Turystyki działający do 1934. Po zakończeniu II wojny światowej geografia turyzmu najbardziej dynamicznie rozwijała się we Francji i Stanach Zjednoczonych, a od lat 70. również w Związku Radzieckim.

### Badania w Polsce
W Polsce prekursorami badań geograficznych nad turystyką byli Stanisław Staszic, Wincenty Pol, Józef Dietl, Ludwik Zejszner, Eugeniusz Janota oraz Teofil Żebrawski. Zajmowali się przede wszystkim uwarunkowaniami rozwoju turystyki w polskich Karpatach.
W polskiej geografii terminu geografia turyzmu użył po raz pierwszy Stanisław Leszczycki w 1932. W 1933 w Krakowie powstała Szkoła Hotelarska zorganizowana przez Bolesława Macudzińskiego. Niedługo potem tego typu szkoły otwarto w Zakopanem i Warszawie. W roku 1936 Stanisław Leszczycki utworzył Studium Turyzmu przy Instytucie Geografii Uniwersytetu Jagiellońskiego, działające do 1939. W Studium prowadzono zajęcia dydaktyczne, wydawano Komunikaty Studium Turyzmu UJ, Prace Studium Turyzmu UJ oraz miesięcznik Turyzm Polski.
Po II wojnie światowej badania z zakresu geografii turyzmu długo nie były podejmowane. W 1951 w Instytucie Geografii Uniwersytetu Warszawskiego powołano Pracownię Geografii Turyzmu, natomiast w 1956 w Szkole Głównej Planowania i Statystyki utworzono Zakład Prawnych i Ekonomicznych Zagadnień Turystyki. Począwszy od lat 60. katedry turystyki zaczęto tworzyć na akademiach wychowania fizycznego. Pierwszą w Polsce specjalizację na kierunku geografia z zakresu geografii turyzmu otwarto w 1977 na Uniwersytecie Jagiellońskim, natomiast pierwszy kierunek w 1994 na Uniwersytecie Łódzkim.